# 劉丁維
劉丁維（1992年7月12日—）是臺灣男子籃球運動員，場上主打前鋒位置。

## 生平
劉丁維是高雄人，就讀樹德家商時由於學校沒有籃球隊，高中接觸的是街頭籃球，進入台灣首府大學後加入籃球校隊，才開始接受正規籃球訓練，大學畢業後到中州科技大學就讀研究所，碩一升上碩二之際決定投入超級籃球聯賽新人選秀會，2015年9月在超級籃球聯賽新人選秀會第三輪獲得裕隆納智捷青睞。